# Tempi moderni (nuovi forti interessanti)
Tempi moderni (nuovi forti interessanti), anche conosciuto con il titolo Tempi moderni. CCCP - Fedeli alla linea, è un film documentario del 1990 diretto da Luca Gasparini e distribuito direct-to-video in formato VHS.

## Trama
Il film, girato tra la pianura e l'Appennino emiliani, raccoglie pensieri e parole dei CCCP, immagini d'archivio dei loro concerti, riprese delle sessioni di registrazione dell'album Canzoni preghiere danze del II millennio - Sezione Europa, estratti dello spettacolo teatrale Allerghia. Atto unico di confusione umana.

## Produzione
Girato nel 1989 da Luca Gasparini, Angelo Amoroso d'Aragona e Edoardo Nicoletti, è l'unico documentario realizzato sui CCCP - Fedeli alla linea, il gruppo musicale formato da Annarella Giudici, Danilo Fatur, Giovanni Lindo Ferretti e Massimo Zamboni, al tempo dell'attività della loro formazione.

## Distribuzione
Il film è stato distribuito in videocassetta nel 1990 dalla BMG Video in formato VHS, Mono, PAL, con il titolo Tempi Moderni (nuovi forti interessanti).
Nel 2008 il documentario è stato rimasterizzato.

## Riconoscimenti
- Torino Film Festival
  - 1989 - Candidatura al miglior Film (Spazio Aperto)